# Osenbach
Osenbach je občina v departmaju Haut-Rhin francoske regije Alzacija.
Leta 1990 je v občini živelo 811 oseb oz. 145 oseb/km².